# Ubaldo Aquino
Ubaldo Antenor Aquino Valenzano (San Pedro de Ycuamandiyú, 2 maggio 1958) è un arbitro di calcio paraguaiano, internazionale dal 1993 al 2003.

## Carriera
Attivo a livello nazionale dal 1989, ha iniziato ad arbitrare per la CONMEBOL durante la Coppa Libertadores 1996, mentre nel 1995 aveva già debuttato a livello di nazionali dirigendo Argentina-Australia del 30 giugno. Tra i suoi risultati più rilevanti si annoverano la partecipazione a otto edizioni della Coppa Libertadores, due edizioni di Copa América (Paraguay 1999 e Colombia 2001) ed il campionato del mondo 2002, in cui ha diretto 3 gare delle qualificazioni e 2 incontri della fase finale (Germania-Arabia Saudita e Svezia-Senegal). Fu l'arbitro che, durante la Copa América 1999, stabilì il record per il maggior numero di rigori fischiati in un solo incontro, Argentina-Colombia, ben cinque: due a favore dei colombiani (uno realizzato da Córdoba, l'altro sbagliato da Ricard), tre a favore degli argentini (tutti sbagliati da Palermo).